# Televizní práva
Televizní práva zaručují zpravidla za úplatu televizní stanici přístup k vysílání určité, zvláště sportovní události. Exkluzivní televizní práva zároveň částečně nebo zcela omezují práva k vysílání jiným televizním stanicím. Veškeré náležitosti spojené s vysíláním určité události obsahuje licenční smlouva. Obě strany se musí zaručit, že podmínky stanovené smlouvou bezpodmínečně dodrží.
U televizních práv často rozhoduje fakt, jestli je vysílací organizace, která o práva žádá, členem veřejnoprávní Evropské vysílací unie (EBU). Pokud televizní organizace spadá pod EBU, šance na uvedení pořadu, který právě EBU nabízí, bude vyšší. V opačném případě má TV stanice možnost požadovat od majitele práv, který je členem EBU, možnost vysílání v tzv. sublicenci (musí se uzavřít sublicenční smlouva mezi oběma stranami - vždy by ale o tomto obchodě měl vědět primární majitel vysílacích práv).
Právo na vysílání události neznamená pouze možnost prvního vysílání, ale po dohodě i opakovanou prezentaci v televizi. U sportovních i jiných přenosů často televizní stanice práva kupující požaduje použití nasmlouvaného materiálu pro zpravodajské relace (sestřih nejvýznamnějších momentů), respektive opětovné uvedení ve svém programovém schématu.
Za televizní práva se někdy označuje i možnost vysílat nějaké dílo, např. televizní seriál či film. K televizním právům z akcí existují i obdobná, ale podstatně levnější práva rozhlasová, případně práva pro internetové vysílání.

## Cena televizních práv
Cena televizních práv stále roste. Tabulka uvádí ceny televizních práv k olympijským hrám, uvedené v milionech dolarů:
| ZOH  | Cena pro Evropu | Cena pro Ameriku | LOH  | Cena pro Evropu | Cena pro Ameriku |
| ---- | --------------- | ---------------- | ---- | --------------- | ---------------- |
| 1960 | -               | 0,05             | 1960 | 0,668           | 0,394            |
| 1964 | 0,295           | 0,597            | 1964 | -               | 1,5              |
| 1968 | 0,513           | 2,5              | 1968 | 1,0             | 4,5              |
| 1972 | 1,234           | 6,4              | 1972 | 1,745           | 7,5              |
| 1976 | 0,833           | 10,0             | 1976 | 4,55            | 25,0             |
| 1980 | 2,645           | 15,5             | 1980 | 5,65            | 87,0             |
| 1984 | 4,1             | 91,5             | 1984 | 19,95           | 225,0            |
| 1988 | 5,7             | 309,0            | 1988 | 28,0            | 300,0            |
| 1992 | 18,5            | 243,0            | 1992 | 90,0            | 401,0            |
| 1994 | 24,0            | 295,0            | 1996 | 250,0           | 465,0            |
| 1998 | 72,0            | 375,0            | 2000 | 350,0           | 715,0            |
| 2002 | 120,0           | 545,0            | 2004 | 394,0           | 793,0            |
| 2006 | 135,0           | 613,0            | 2008 | 443,0           | 894,0            |
| 2010 | 180,0           | 820,0            | 2012 | 570,0           | 1 181,0          |

Smlouvy o olympijském vysílání se uzavírají mezi Mezinárodním olympijským výborem (MOV), organizačním výborem her, a Evropskou vysílací unií ( EBU). Rozhodující slovo v oblasti olympijských práv má v poslední době americká stanice NBC. Ta, stejně jako celá řada dalších společností, si určuje, jak bude uchopena celková koncepce olympijského vysílání( často ovlivňuje i časový rozpis olympijských soutěží.)
I cena práv za národní soutěže se zvyšuje. Fotbalová německá Bundesliga stála televize v roce 1965 v přepočtu 320 tisíc €, na sezónu 2001-02 více než tisíckrát tolik.
Nejsledovanější sportovní akce se prodávají za nejvyšší ceny, na čele žebříčku tak stojí olympijské hry, mistrovství světa ve fotbale nebo mistrovství světa v ragby.
Návratnost ceny televizních práv závisí na možnosti prodat související reklamní čas. Televizní práva na některé akce zakupují televizní stanice se záměrem vysílat je na placeném kódovaném programu.

## Omezení exkluzivity televizních práv
Nejvýznamnější normou, která nastavila omezení exkluzivity televizních práv a sloužila jako vzor pro ostatní země, se stal britský předpis Nezávislé televizní komise (ITC) o sportovních a dalších vyjmenovaných událostech (ITC Code on Sports and Other Listed Events). Ten určil, že některé sportovní události musejí být vysílány na nekódovaných programech. Události rozdělil do dvou kategorií – v kategorii A jsou nejvýznamnější události, které se musejí pro všechny vysílat živě, v kategorii B méně významné akce, které se mohou vysílat v přímém přenosu kódovaně, ale volně přístupné musejí být jejich sestřihy nebo záznamy.O exkluzivitě práv se mluví také v licenční smlouvě mezi organizací, která práva žádá, a mezi společností, která práva poskytuje.
V seznamu kategorie A jsou zařazeny:
- Olympijské hry
- Finále mistrovství světa ve fotbale
- Finále FA Cupu
- Finále Skotského fotbalového poháru (pouze ve Skotsku)
- Velká národní
- Epsomské derby
- Finále Wimbledonu
- Finále Mistrovství Evropy ve fotbale
- Finále anglického ragbyového poháru
- Finále mistrovství světa v ragby

Rada Evropy ve směrnici Televize bez hranic dovoluje jednotlivým členským zemím upravit si omezení exkluzivity televizních práv ve vlastním právu.
V České republice je exkluzivita držitele práv omezena v tzv. Televizním zákonu, který v § 33 specifikuje povinnosti televizní stanice při vysílání událostí značného společenského významu. Tyto události nelze vysílat v přímém přenosu kódovaně či se zvláštním poplatkem. Události značného společenského významu určuje Ministerstvo kultury, anebo jsou to události, které takto označí a vyhlásí členská země Evropské unie či Rada Evropy.
Na seznamu Ministerstva kultury jsou tyto události značného společenského významu:
- Olympijské hry
- Mistrovství světa ve fotbale (zápasy české reprezentace, semifinále a finále)
- Mistrovství Evropy ve fotbale (ve stejném rozsahu)
- Mistrovství světa v ledním hokeji (ve stejném rozsahu)
- Mistrovství světa v atletice

Pro události na českém území je navíc následujícím § 34 Televizního zákona omezena exkluzivita na zpravodajství, i televize, která nevlastní práva k určité události, smí zveřejnit stručné informace v rozsahu maximálně tří minut denně.